# Jan Decadt
Jan Decadt (Ieper, 21 juni 1914 - Harelbeke, 5 juni 1995) was een pianist en componist.
Decadt werd geboren in een arbeidersgezin te Ieper op 21 juni 1914. Zijn kindertijd spendeerde hij in Engeland en Zwitserland. Hij volgde tijdens zijn jeugd vanaf 1922 muzieklessen op de muziekschool te Ieper. Later studeerde hij harmonie, contrapunt en fuga aan het Conservatorium van Gent. Hij volgde privélessen compositie en orkestratie bij Jean Absil te Brussel. In 1935 en 1939 behaalde hij ook diploma’s in pedagogie.
Gedurende dertig jaar gaf hij muzikale opvoeding aan verschillende middelbare scholen en in 1945 stichtte hij de Muziekacademie Peter Benoit. Hij organiseerde ook grootse muziekmanifestaties en leverde zo baanbrekend werk voor het muzikale leven in West-Vlaanderen. In 1984 werd hij verkozen tot werkend lid aan de  Koninklijke Academie voor Wetenschappen, Letteren en Schone Kunsten van België.
Jan Decadt begon pas in 1935 te componeren. Zijn vroege werken betonen invloed van Béla Bartók, Paul Hindemith en Arthur Honegger. Typisch voor zijn stijl zijn een hedendaagse lyriek, een levendig ritme en een grote expressionistische uitdrukkingskracht. Inspiratie vond hij bij twintigste-eeuwse schilders als Constant Permeke en Octave Landuyt.